# Chevrolet Trax
Chevrolet Trax – samochód osobowy typu crossover klasy subkompaktowej, a następnie klasy kompaktowej produkowany pod amerykańską marką Chevrolet od 2012 roku. Od 2023 roku produkowana jest druga generacja modelu.

## Pierwsza generacja

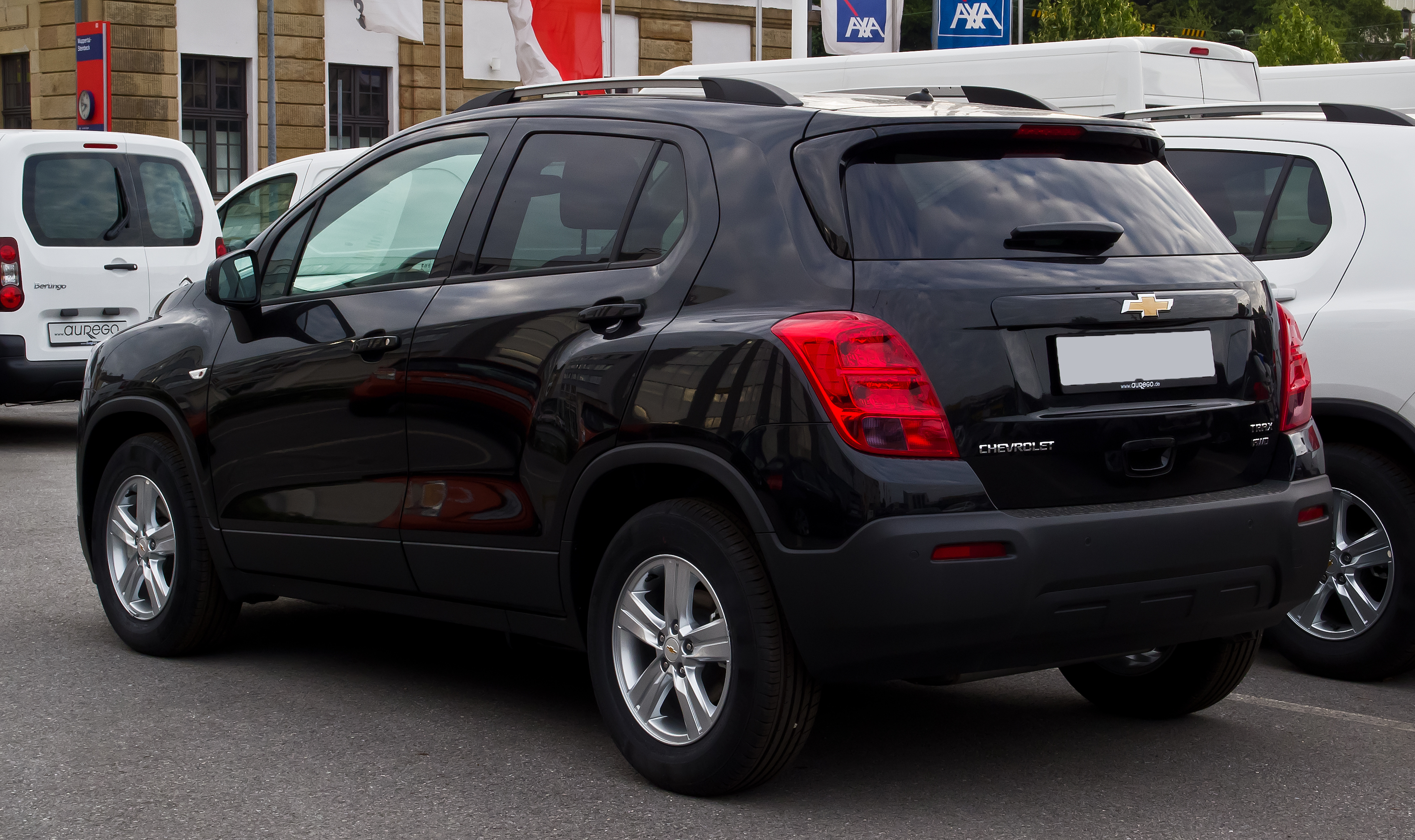
Chevrolet Trax I – tył

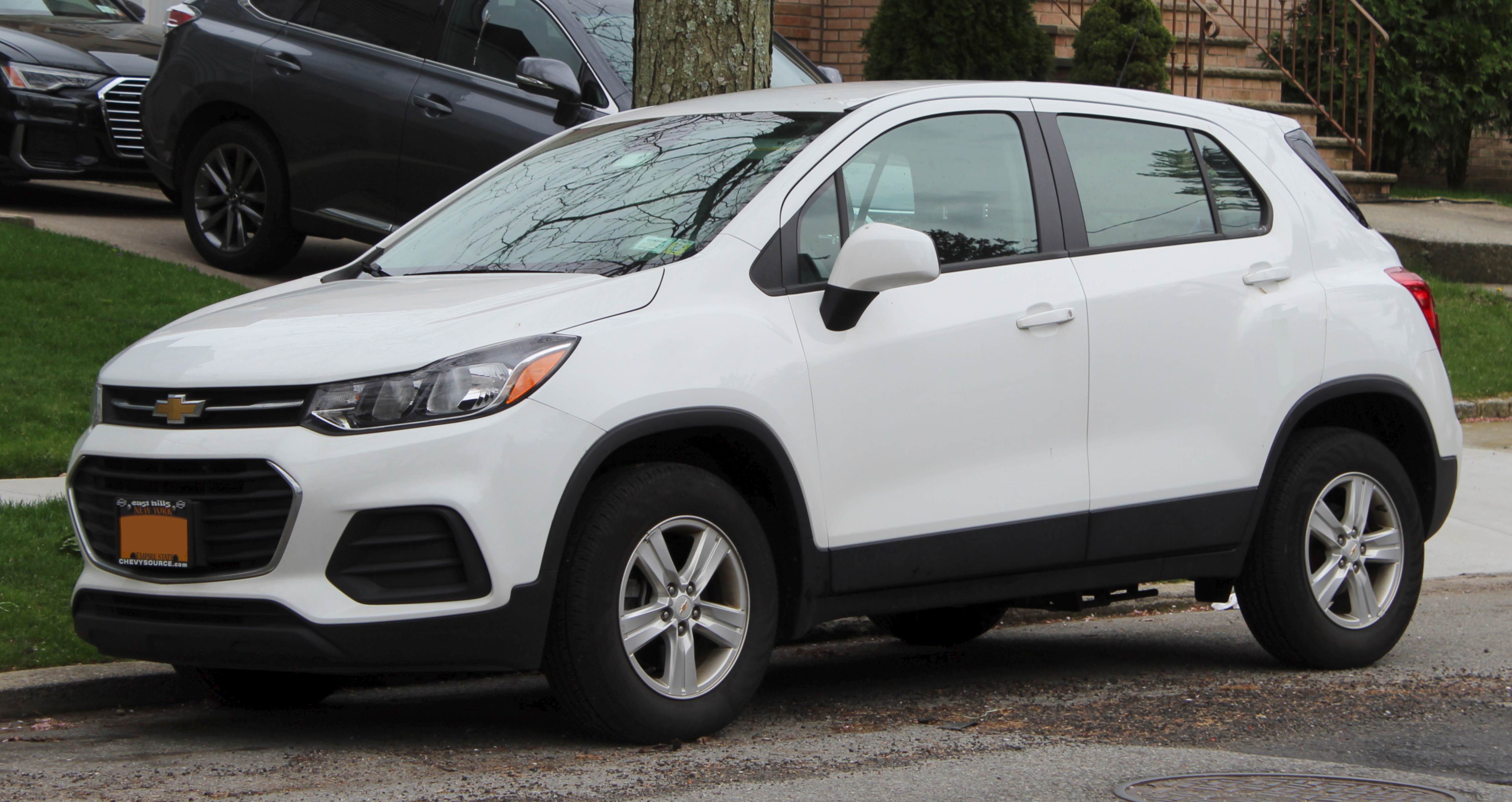
Chevrolet Trax I po liftingu

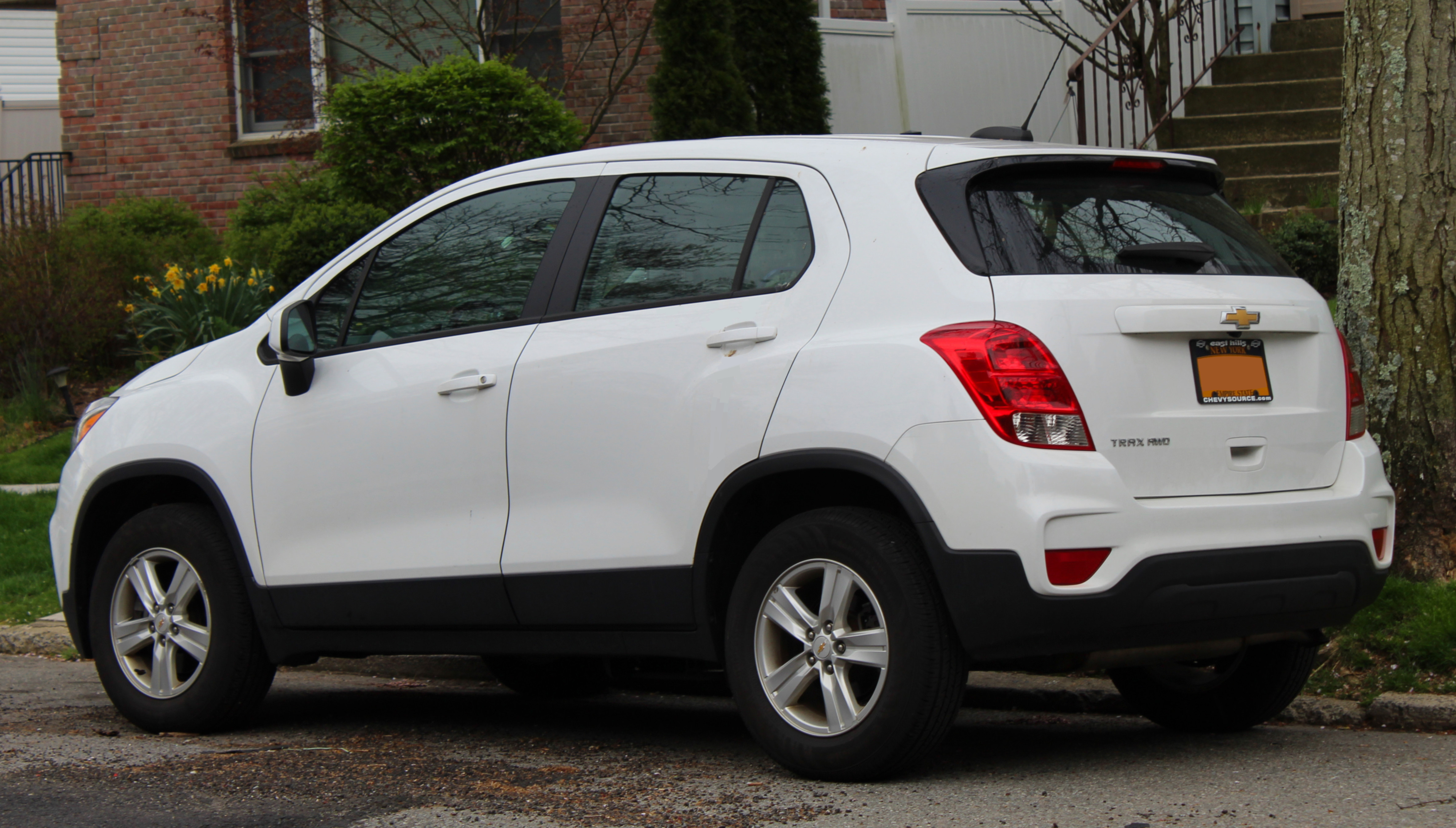
Chevrolet Trax I – tył po liftingu

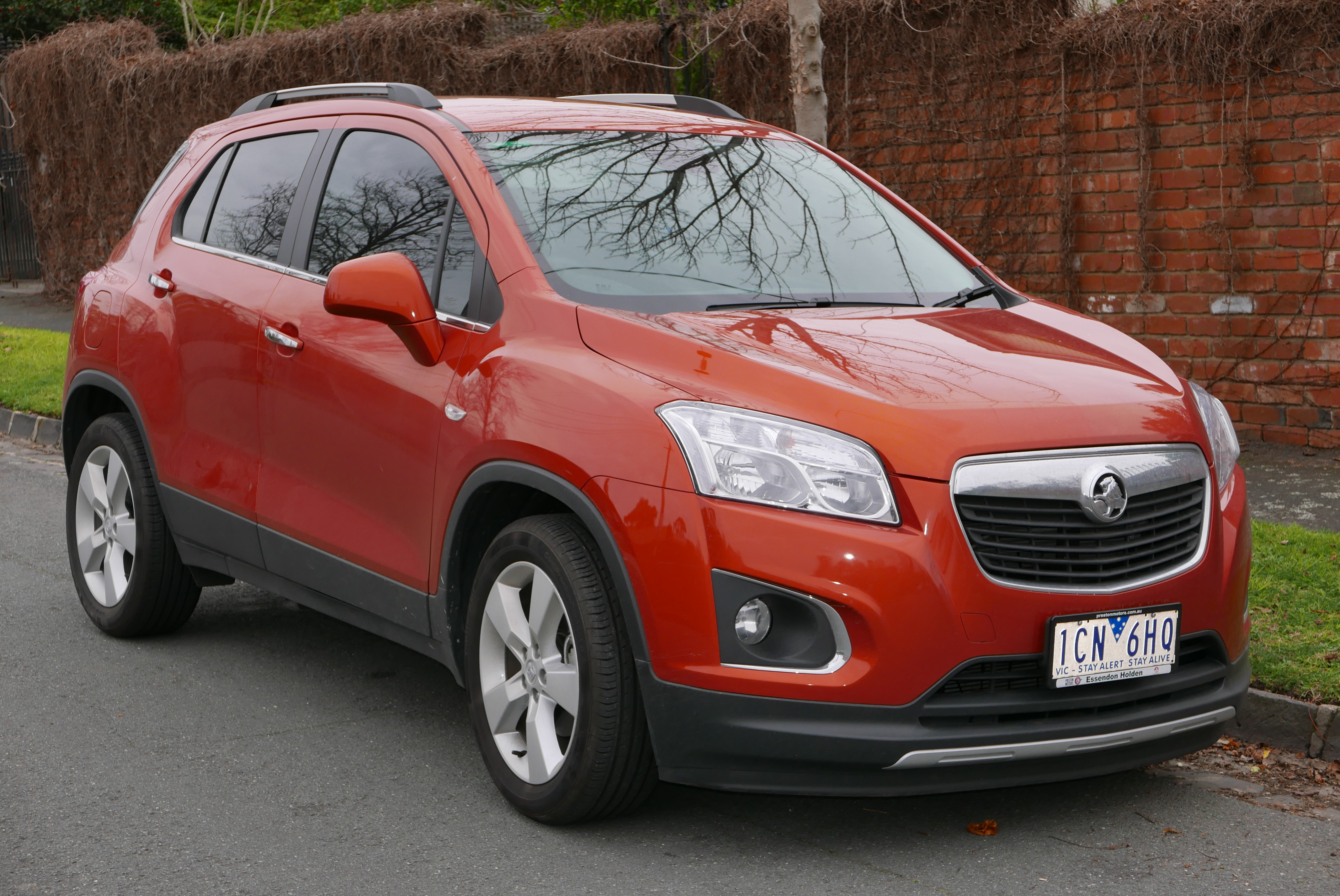
australijski Holden Trax

Chevrolet Trax I został zaprezentowany po raz pierwszy w 2012 roku.
Oficjalne informacje na temat pierwszego w historii Chevroleta miejskiego crossovera przedstawiono w maju 2012 roku, z kolei światowa premiera odbyła się podczas wystawy Paris Auto Show w tym samym rokuroku. Amerykański debiut nastąpił rok później podczas North American International Auto Show. Pojazd oparto na płycie podłogowej Gamma II koncernu General Motors jako bliźniaczą konstrukcję wobec debiutującego równolegle modelu Opel Mokka.
Podobnie jak bliźniacze konstrukcje, Chevrolet Trax wyróżnił się wąską, wysoką sylwetką nadwozia z wyraźnie zarysowanymi nadkolami i dużą osłoną chłodnicy przedzieloną poprzeczką w kolorze nadwozia. Nadwozie wzbogacono także o plastikowe, kontrastujące nakładki na zderzakach i panelach bocznych nadwozia. Kabina pasażerska utrzymana została w estetyce podobnej do miejskich modeli w ówczesnej gamie modelowej Chevroleta, z połyskującymi panelami i centralnie umieszczonym ekranem. Producent wygospodarował też wiele schowków zwiększających walory praktyczne.

### Lifting
W lutym 2016 roku Chevrolet przedstawił obszernie zrestylizowanego Traxa, który zyskał zupełnie nowy wygląd pasa przedniego. Pojawiły się węższe, bardziej agresywnie stylizowane i wyżej umieszczone reflektory z przemodelowanym wlotem powietrza, a także przemodelowany kokpit oraz inny tylny zderzak.

### Sprzedaż
General Motors początkowo nie planował sprzedaży modelu na terenie Stanów Zjednoczonych, co argumentował oferowaniem już bliźniaczego Buicka Encore. Rok po pojawieniu się Traxa w sąsiedniej Kanadzie model trafił jednak końcowo także do salonów na terenie Stanów Zjednoczonych. Chevrolet Trax na krótko między 2013 a 2014 rokiem był też oferowany w Europie, skąd zniknął rok po debiucie z powodu wycofania marki Chevrolet z tego regionu przez General Motors.
W drugiej połowie 2013 roku Trax trafił do sprzedaży na rynku Australii i Nowej Zelandii pod lokalną marką Holden, gdzie sprzedawano go jako Holden Trax przez kolejne 7 lat aż do likwidacji marki Holden z końcem 2020 roku. W Ameryce Łacińskiej pojazd trafił do oferty jako trzecia generacja linii modelowej Chevrolet Tracker. Krótkotrwale pod taką nazwą w 2015 roku model nosił taką nazwę także w Rosji.

### Wersje wyposażenia[19]
- LS
- LS+
- LT
- LTZ

Standardowe wyposażenie podstawowej wersji LS obejmuje m.in. systemy ABS, TCS i ESC, 6 poduszek powietrznych, system wspomagania ruszania pod górę (HSA), dzieloną tylną kanapę, centralny zamek, elektrycznie regulowane szyby przednie, kolumnę kierowniczą regulowaną w dwóch płaszczyznach, tempomat, gniazdo 230v, radio z CD, MP3, USB i Bluetooth (6 głośników), klimatyzację manualną, elektrycznie regulowane lusterka, relingi dachowe i autoalarm.
Bogatsza wersja LS+ dodatkowo wyposażona jest m.in. w czujnik zmierzchu, 16 calowe felgi aluminiowe, przyciemniane szyby, reflektory przeciwmgielne i czujniki parkowania tylne.
Kolejna w hierarchii wersja – LT dodatkowo została wyposażona m.in. w elektryczną regulację odcinka lędźwiowego w fotelu kierowcy, podłokietnik przedni, elektrycznie regulowane szyby tylne, komputer pokładowy, kierownicę obszytą skórą, elektrochromatyczne lusterko wewnętrzne, podgrzewane lusterka zewnętrzne ze zintegrowanymi kierunkowskazami, 7 calowe dotykowe radio MyLink, kamerę cofania, oraz chromowane elementy wykończenia (zarówno wewnątrz, jak i na zewnątrz).
Topowa wersja LTZ została ponad to wyposażona m.in. w 18 calowe felgi aluminiowe i skórzaną tapicerkę.
W zależności od wersji wyposażenia samochód opcjonalnie doposażyć możemy m.in. w podgrzewane fotele przednie, lakier metalizowany, elektryczny szyberdach i dojazdowe koło zapasowe.

### Silniki
| Benzynowe                            | Benzynowe                          | Benzynowe                      | Benzynowe      |
| Typ                                  | Moc maksymalna                     | Maks. moment obrotowy          | Lata produkcji |
| ------------------------------------ | ---------------------------------- | ------------------------------ | -------------- |
| R4 1364 cm³ turbodoładowany (A14NET) | 140 KM (100 kW) przy 6000 obr./min | 200 Nm przy 1850-4900 obr./min | 2013–2022      |
| R4 1598 cm³ (A16XER)                 | 115 KM (85 kW) przy 6000 obr./min  | 155 Nm przy 4000 obr./min      | 2013–2022      |
| Wysokoprężne                         |                                    |                                |                |
| Typ                                  | Moc maksymalna                     | Maks. moment obrotowy          | Lata produkcji |
| R4 1686 cm³ turbodoładowany (CDTI)   | 130 KM (96 kW) przy 4000 obr./min  | 300 Nm przy 2000-2500 obr./min | 2013–2022      |

## Druga generacja

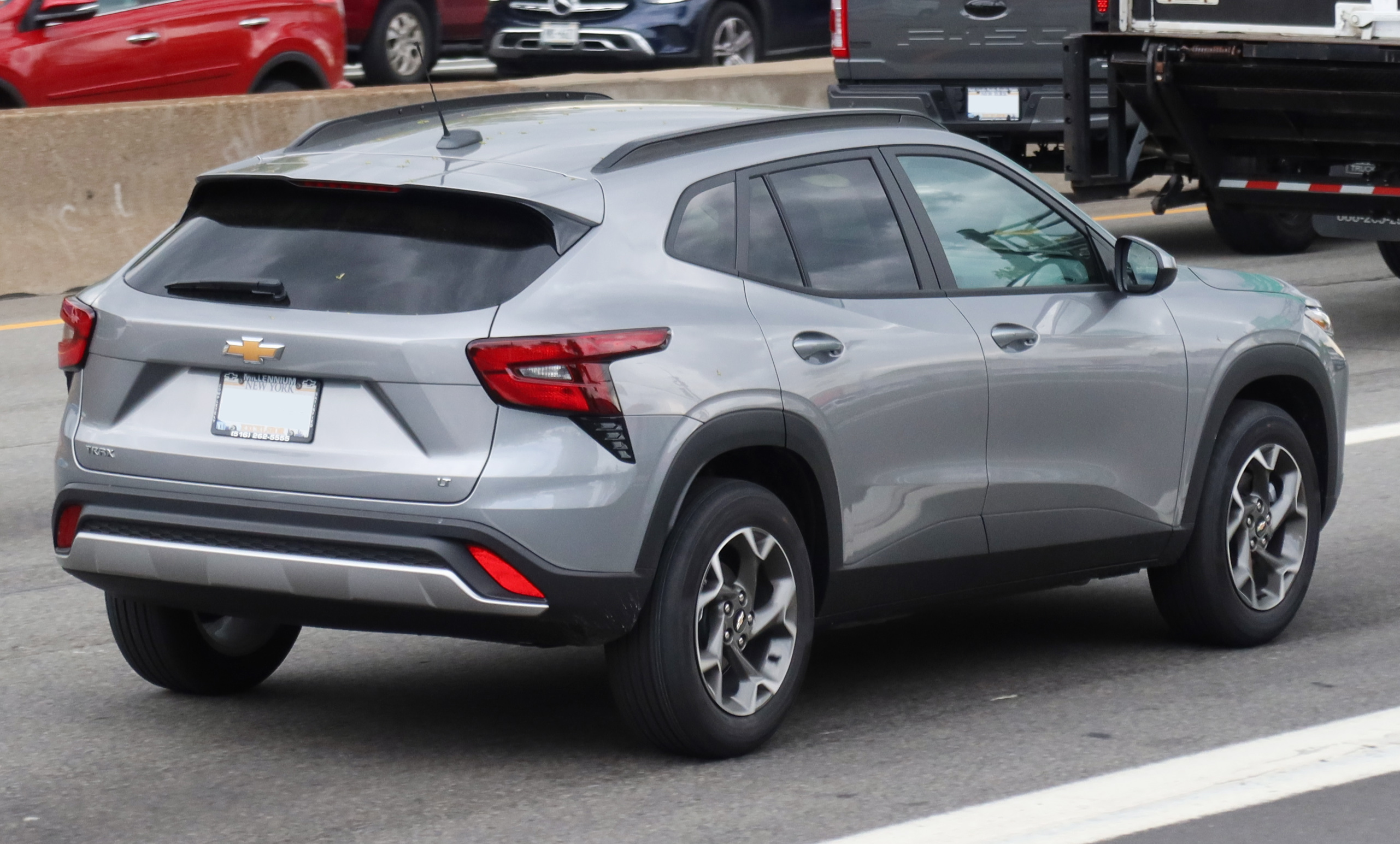
Chevrolet Trax II - tył

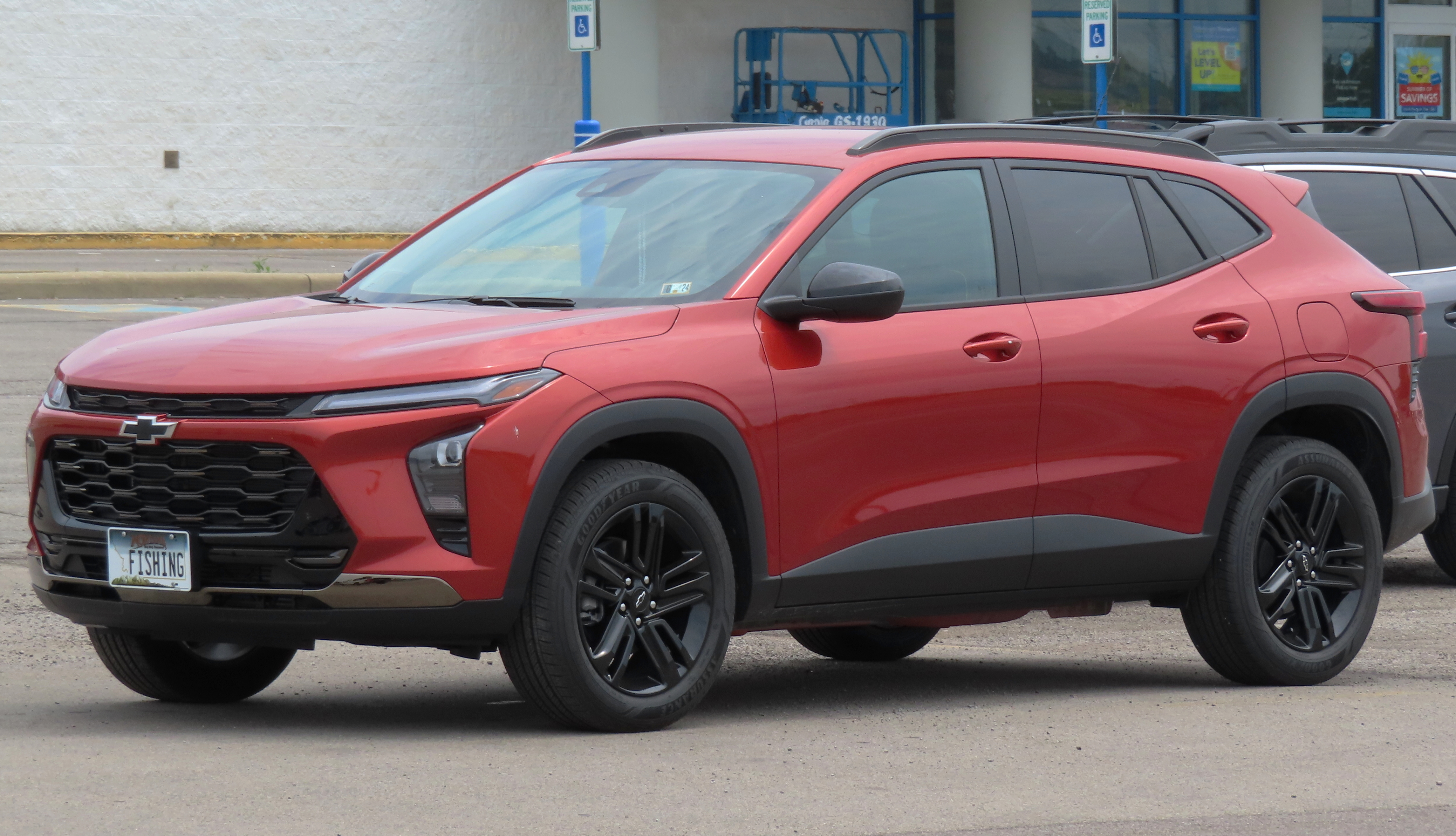
Chevrolet Trax II Activ

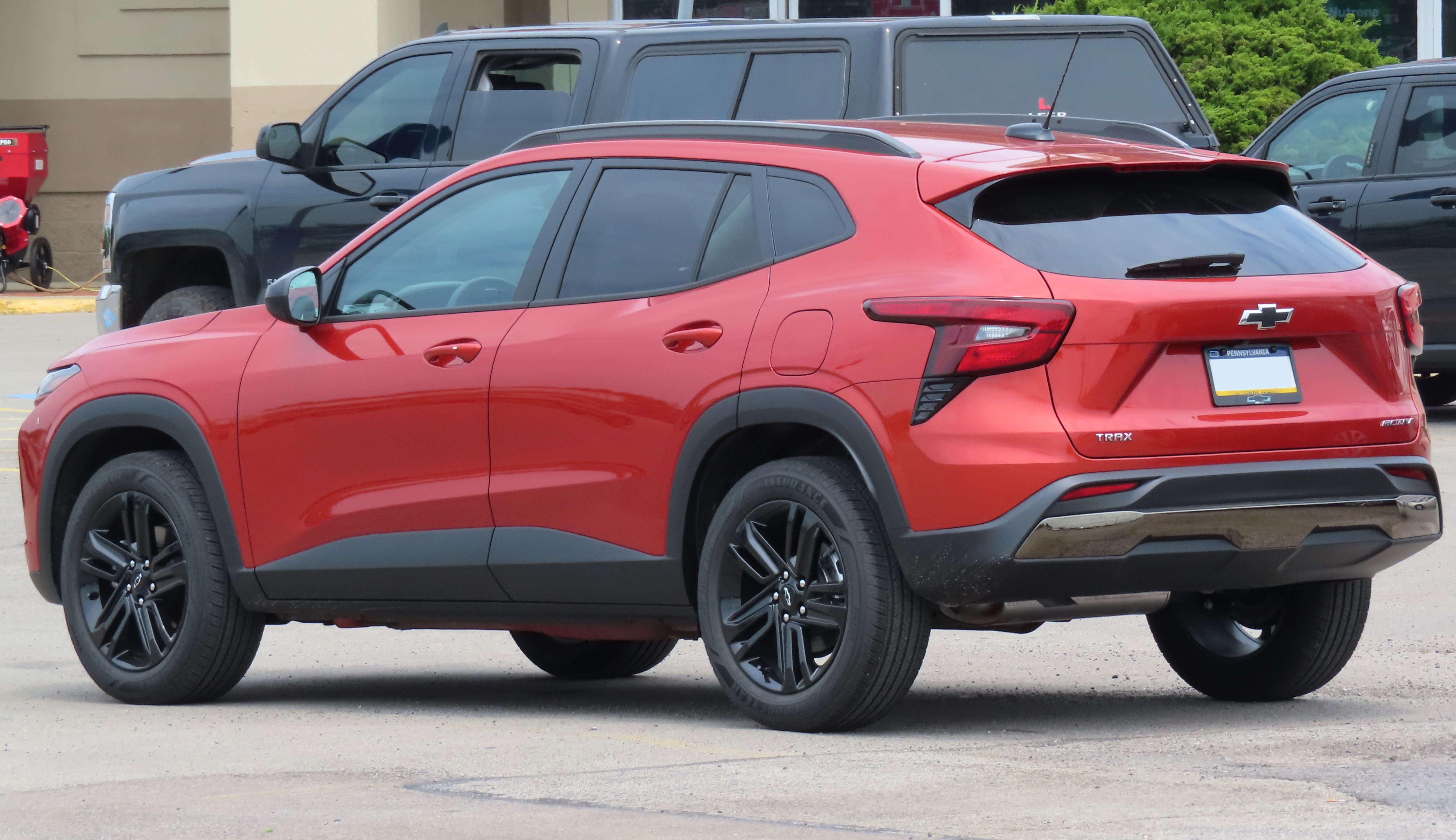
Chevrolet Trax II Activ - tył

Chevrolet Trax II został zaprezentowany po raz pierwszy w 2022 roku.
10 lat po prezentacji dotychczas produkowanego wcielenia Traxa i pół roku po podjęciu decyzji o zakończeniu produkcji przestarzałej konstrukcji, Chevrolet przedstawił zupełnie nową, drugą generację modelu. Samochód radykalnie odszedł od koncepcji poprzednika, stając się dużym kompaktowym crossoverem o masywnym, szerokim nadwoziu z nisko poprowadzoną linią dachu i charakterystycznym, dużym przednim wlotem powietrza z dwurzędowymi reflektorami. Charakterystycznym detalem stały się duże, szeroko rozstawione lampy tylne w kształcie litery „C".
W nowej estetyce utrzymana została kabina pasażerska, którą zdominował cyfrowy kokpit tworzony przez dwa wyświetlacze. Pierwszy, pełniący funkcję wskaźników, płynnie przechodzi do centralnego, dotykowego. Pełniący funkcję sterowania systemem multimedialnym, może uzyskać przekątną 8 lub opcjonalnie 11 cali.
W przeciwieństwie do wariantu oferowanego na rynku chińskim, a także poprzedniej generacji, Chevrolet Trax II napędzany jest wyłącznie trzycylindrowym silnikiem benzynowym o pojemności 1,2 litra i mocy 155 KM. Jednostka współpracuje wyłącznie z 6-biegową automatyczną skrzynią biegów i przenosi moc na przednią oś, uzyskując maksymalny moment obrotowy 165 Nm.

### Sprzedaż
Podobnie jak w przypadku poprzednika, do produkcji drugiej generacji Chevroleta Trax wyznaczone zostały zakłady GM Korea w południowokoreańskim mieście Inczon. Początek sprzedaży z myślą o rynku północnoamerykańskim został wyznaczony na wiosnę 2023 roku, z zasięgiem rynkowym ograniczonym drastycznie w stosunku do poprzednika. Tym razem wśród rynków zbytu dla modelu w tej odmianie znalazły się tylko Stany Zjednoczone, Kanada i Korea Południowa.
Ponadto trzy miesiące przed debiutem amerykańskiego Traxa drugiej generacji, samochód zadebiutował na rynku chińskim pod nazwą Chevrolet Seeker. Pod kątem wizualnym samochód odróżnił się innym zakresem dostępnych pakietów stylistycznych i systemem multimedialnym opracowanym specjalnie z myślą o chińskich klientach. Ponadto samochód otrzymał też inny i większy czterocylindrowy silnik benzynowy o pojemności 1,5 litra z rodziny EcoTec, który zamiast hydraulicznej przekładni automatycznej sparowany został z bezstopniowym CVT.

### Silnik
- R3 1.2l Turbo 137 KM